# ميلفيل إليجاه ستون
ميلفيل إليجاه ستون (بالإنجليزية: Melville Elijah Stone)‏ هو صحفي أمريكي، ولد في 22 أغسطس 1848 في هودسون في الولايات المتحدة، وتوفي في 15 فبراير 1929 في نيويورك في الولايات المتحدة.

## وصلات خارجية
- ميلفيل إليجاه ستون على موقع الموسوعة البريطانية (الإنجليزية)